# Marie Blommaart
Marie Blommaart (Lamswaarde, 18 maart 1921) is een Nederlandse verzetsstrijder die actief was tijdens de Tweede Wereldoorlog. Ze werkte als koerier. Na haar arrestatie zat ze vast in Kamp Haaren en Kamp Vught.

## Levensloop
Blommaart werd geboren in een rooms-katholiek bakkersgezin als oudste van acht kinderen. Ze groeide op in het Zeeuwse Lamswaarde. Op haar twaalfde verliet ze de schoolbanken en begon in de winkel te helpen.
Eind 1942 werden Blommaarts ouders benaderd door de verzetsman Jacob Klaaijsen uit Goes met de vraag of ze een plek wisten voor een onderduiker. Zodoende raakte het gezin betrokken bij het verzet. De oudste dochter van het gezin werd actief als koerierster. In de nazomer van 1943 werd Blommaart erop uit gestuurd om Klaaijsen te waarschuwen omdat op de boot naar Breskens iemand was opgepakt met belastende informatie over hem. Blommaart wist de verzetsman nog te waarschuwen, maar hij werd toch diezelfde avond nog opgepakt. Klaaijsen kwam terecht in een Duits concentratiekamp en overleed kort na de bevrijding.
Blommaart zelf wordt in het najaar van 1943 gearresteerd. Een man die pakjes ophaalde bij de Blommaarts was gearresteerd en doorgeslagen tijdens de verhoren. Blommaart ontkende alle aantijgingen. Via Axel en Antwerpen kwam ze terecht in Kamp Haaren. Daar zat ze vijf maanden opgesloten, waarvan drie maanden in isolatie omdat ze tijdens de verhoren niets toegaf. Blommaart deelde een cel met onder andere Hetty Voûte.
In maart 1944 werd Blommaart overgebracht naar Kamp Vught, waar ze met Voûte herenigd werd. Beide vrouwen werkten in de bekleidungskammer. Twee maanden later werd Blommaart vrijgelaten. Ze dook vervolgens onder in Boxtel, omdat er leden van haar verzetsgroep gearresteerd waren. In september 1944 ging ze op familiebezoek naar Amsterdam. Kort daarna werd het zuiden van Nederland bevrijd. In Amsterdam maakte Blommaart de hongerwinter mee. Na de bevrijding werd ze door een Canadese soldaat naar haar familie in Zeeland gebracht.
Tien jaar na de oorlog stortte Blommaart, inmiddels getrouwd en moeder van drie kinderen, in. Ze kwam terecht op een psychiatrische afdeling van een ziekenhuis, maar herstelde ook weer. Het echtpaar verhuisde naar Amsterdam-Noord, waar ze een wolwinkel begonnen.

## Persoonlijk
Samen met haar man, die in 1999 overleed, kreeg Blommaart vijf kinderen. Blommaart verzorgde gastlessen op scholen om te vertellen over haar oorlogsverleden.